# José Van Tuyne
José Van Tuyne est un footballeur argentin né le 13 décembre 1954 à Rosario. Il évoluait au poste de défenseur.

## Carrière
| Saison    | Club                   | Matches | Buts |
| --------- | ---------------------- | ------- | ---- |
| 1974-1979 | CA Rosario Central     | 159     | 1    |
| 1980      | Club Atlético Talleres | 43      | 2    |
| 1981-1982 | Racing Club            | 37      | 2    |
| 1982-1987 | CD Los Millonarios     | -       | -    |

## Sélections
- 11 sélections et 0 but avec l' Argentine de 1979 à 1982.